# 约翰·里吉斯
约翰·里吉斯（英語：John Regis，1966年10月13日—），英国男子田径运动员，主攻短跑。他曾代表英国参加1988年和1992年夏季奥林匹克运动会田径比赛，获得一枚银牌和一枚铜牌。